# The Ghastly Ones
The Ghastly Ones, benannt nach dem gleichnamigen '68er Horrorfilm, sind eine US-amerikanische Surf-Rock-/Garage-Rock-Band aus Van Nuys, Kalifornien und formierten sich im Herbst 1996 in der Besetzung Garrett „Dr. Lehos“ Immel (Gitarre), Bassist Kevin „Sir GoGo Ghostly“ Hair und Schlagzeuger Norman „Baron Shivers“ Cabrera. Unter dem Einfluss von frühen Surf-Rock-Bands wie beispielsweise den Lively Ones und den Del-Aires sowie Garage-Rock-Ikonen wie Screaming Lord Sutch oder Screamin’ Jay Hawkins entwickelten sie ihren eigenen „Spooky-Surf“.

## Bandgeschichte
Erste Auftritte der Band weckten das Interesse von Rob Zombie, der ihr erstes Album A Haunting We Will Go-Go 1997 auf „Zombie-A-Go-Go Records“ veröffentlichte. In der gleichen Zeit tourten die „Ghastly Ones“ mit Künstlern wie Brian Setzer, The Bomboras oder Los Straitjackets.
Nach einer längeren Pause veröffentlichten die „Ghastly Ones“ 2005 ein neues Album, Glows In The Dark, mit erweiterter Besetzung. Dave „Captain Clegg“ Klein an der Orgel von The Bomboras und die Tänzerin Kate ergänzten die Band.

## Diskografie

### Alben
- 1998: A Haunting We Will Go-Go
- 2005: Glows In The Dark
- 2006: Target Draculion
- 2007: Unearthed

### Singles & EPs
- 1998: Dare To Go-Go Ghostly With The Ghastly Ones (EP)
- 2006: Flying Saucers Over Van Nuys / Scuzz Ghoul meets Curl's Girl
- 2009: Gears N' Ghoulfinks

### Beiträge zu Kompilationen
- 1998: Surfin' Sundays
- 1998: Halloween Hootenanny